# ラロンデ・ゴードン
ラロンデ・ゴードン（Lalonde Keida Gordon、1988年11月25日 ‐ ）は、トリニダード・トバゴのトバゴ島出身の陸上競技選手。専門は400mが中心の短距離走。400mで44秒52の自己ベストを持つ。2012年ロンドンオリンピック男子400mと4×400mリレーの銅メダリスト、2017年ロンドン世界選手権男子4×400mリレーの金メダリストである。

## 経歴
トリニダード・トバゴに生まれ、7歳の時に家族と共にアメリカへ移住。2009年にモホーク・バレー・コミュニティ・カレッジ (en) で本格的に陸上競技のトレーニングを始めた。

### 2012年
3月のイスタンブール世界室内選手権で世界大会初出場を果たすと、男子400mは予選でレーン侵害の失格に終わった。1走を務めた男子4×400mリレーは決勝で3分06秒85の室内トリニダード・トバゴ新記録（当時）を樹立して3位に入り、4×400mリレーでは1993年トロント大会（銀メダル）以来、19年ぶり史上2度目となるトリニダード・トバゴのメダル獲得に貢献した。8月にはロンドンオリンピックでオリンピック初出場を果たすと、男子400mの決勝でトリニダード・トバゴ歴代2位（当時）の記録となる44秒52をマーク。キラニ・ジェームス（43秒94）、ルグエリン・サントス（44秒46）に次ぐ3位に入り、400mでは1964年東京大会のウェンデル・モトリー（銀メダル）以来、48年ぶり史上2人目のトリニダード・トバゴ人メダリストとなった。1走を務めた男子4×400mリレーは決勝で2分59秒40のトリニダード・トバゴ新記録（当時）を樹立して3位に入り、4×400mリレーでも1964年東京大会（銅メダル）以来、48年ぶり史上2度目となるトリニダード・トバゴのメダル獲得に貢献した。

### 2013年
8月のモスクワ世界選手権で世界選手権初出場を果たすと、約2ヶ月前に20秒26の自己ベストをマークしていた男子200mは準決勝で敗退した。2走を務めた男子4×400mリレーは6位に入り、2005年ヘルシンキ大会（決勝失格）を塗り替える4×400mリレーのトリニダード・トバゴ最高成績（当時）を記録した。

### 2015年
7月15日のリエージュ国際男子300mで32秒21をマークし、1992年にイアン・モリスがマークした32秒27のトリニダード・トバゴ記録を0秒06更新した。8月の北京世界選手権で2大会連続となる世界選手権出場を果たすと、男子400mは準決勝で44秒70をマークしたものの組4着（全体9位）に終わり、タイムで拾われた全体8位の選手とは0秒06差で決勝進出を逃した。しかし、男子4×400mリレーは予選でアンカー、決勝で2走を務めると、決勝は2分58秒20のトリニダード・トバゴ新記録（当時）を樹立して2位に入り、4×400mリレーではトリニダード・トバゴ初のメダルとなる銀メダル獲得に貢献した。

### 2016年
3月のポートランド世界室内選手権に出場すると、男子400mは前回大会に続いてファイナリストになるも47秒62の6位に終わった。男子4×400mリレーは決勝のみ出場して2走を務めると、3分05秒51の室内トリニダード・トバゴ新記録を樹立しての銅メダル獲得に貢献した。8月のリオデジャネイロオリンピックには前回大会の銅メダリストとして男子400mと4×400mリレーに臨むも、400mは準決勝で敗退して決勝に進めなかった。4×400mリレーでは予選で2走を務め、2分58秒84をマークして組3着に入り予選を突破したかと思われたが、1走と2走のバトンパスの際にレーン侵害があったとして失格に終わった。

### 2017年
2月4日のアーモリートラック招待男子300mで32秒37の室内中央アメリカ・カリブ海新記録（当時）を樹立し、自身の持つ記録を2年ぶりに0秒10更新した。7月19日のリエージュ国際男子300mで31秒92をマークし、自身の持つ記録を2年ぶりに0秒29更新した。8月のロンドン世界選手権は、男子400mは前回大会に続いて準決勝で敗退した。しかし、男子4×400mリレーでは予選と決勝でアンカーを務めると、大会7連覇のかかったアメリカとほとんど差がない2位でバトン受け取り、2位を保ったままホームストレートへ。最後はアメリカのアンカーのフレッド・カーリーをかわし、2分58秒12のトリニダード・トバゴ新記録を樹立して1位でフィニッシュ。4×400mリレーではオリンピックも含めトリニダード・トバゴ初の金メダル獲得に貢献した。

## 人物・エピソード
ラロンデという名前は、カナダのプロボクサー、元WBC世界ライトヘビー級王者のドニー・ラロンドからとられている。

## 自己ベスト
記録欄の（　）内の数字は風速（m/s）で、+は追い風を意味する。
| 種目 | 記録           | 年月日        | 場所               | 備考                            |
| 屋外 | 屋外           | 屋外          | 屋外               | 屋外                            |
| ---- | -------------- | ------------- | ------------------ | ------------------------------- |
| 100m | 10秒45（+1.9） | 2012年5月12日 | ニューヨーク       |                                 |
| 200m | 20秒26（+0.5） | 2013年6月23日 | ポートオブスペイン |                                 |
| 300m | 31秒92         | 2017年7月19日 | リエージュ         | トリニダード・トバゴ記録        |
| 400m | 44秒52         | 2012年8月6日  | ロンドン           |                                 |
| 室内 |                |               |                    |                                 |
| 200m | 20秒49         | 2017年1月28日 | ボストン           |                                 |
| 300m | 32秒37         | 2017年2月4日  | ニューヨーク       | 元室内トリニダード・トバゴ記録  |
| 400m | 45秒17         | 2014年2月8日  | ボストン           | 室内トリニダード・トバゴ歴代2位 |

## 主要大会成績
備考欄の記録は当時のもの
| 年   | 大会                    | 場所             | 種目    | 結果   | 記録            | 備考                         |
| ---- | ----------------------- | ---------------- | ------- | ------ | --------------- | ---------------------------- |
| 2010 | 中米カリブ競技大会 (en) | マヤグエス       | 4x400mR | 3位    | 3分04秒07 (2走) |                              |
| 2010 | 英連邦競技大会 (en)     | デリー           | 400m    | 準決勝 | 46秒33          |                              |
| 2011 | 中米カリブ選手権 (en)   | マヤグエス       | 400m    | 決勝   | DNF             |                              |
| 2011 | 中米カリブ選手権 (en)   | マヤグエス       | 4x400mR | 2位    | 3分01秒65 (1走) |                              |
| 2012 | 世界室内選手権          | イスタンブール   | 400m    | 予選   | DQ              | レーン侵害                   |
| 2012 | 世界室内選手権          | イスタンブール   | 4x400mR | 3位    | 3分06秒85 (1走) | 室内トリニダード・トバゴ記録 |
| 2012 | オリンピック            | ロンドン         | 400m    | 3位    | 44秒52          | 自己ベスト                   |
| 2012 | オリンピック            | ロンドン         | 4x400mR | 3位    | 2分59秒40 (1走) | トリニダード・トバゴ記録     |
| 2013 | 中米カリブ選手権 (en)   | モレリア         | 200m    | 2位    | 20秒28 (+0.5)   |                              |
| 2013 | 世界選手権              | モスクワ         | 200m    | 準決勝 | 21秒14 (0.0)    |                              |
| 2013 | 世界選手権              | モスクワ         | 4x400mR | 6位    | 3分01秒74 (2走) |                              |
| 2014 | 世界室内選手権          | ソポト           | 400m    | 5位    | 46秒39          |                              |
| 2014 | 世界リレー (en)         | ナッソー         | 4x400mR | 3位    | 2分58秒43 (1走) | トリニダード・トバゴ記録     |
| 2014 | 英連邦競技大会 (en)     | グラスゴー       | 400m    | 3位    | 44秒78          |                              |
| 2014 | 英連邦競技大会 (en)     | グラスゴー       | 4x400mR | 3位    | 3分01秒51 (1走) |                              |
| 2015 | 世界リレー (en)         | ナッソー         | 4x400mR | 7位    | 3分03秒10 (1走) |                              |
| 2015 | 北中米カリブ選手権 (en) | サンホセ         | 400m    | 優勝   | 44秒89          |                              |
| 2015 | 世界選手権              | 北京             | 400m    | 準決勝 | 44秒70          |                              |
| 2015 | 世界選手権              | 北京             | 4x400mR | 2位    | 2分58秒20 (2走) | トリニダード・トバゴ記録     |
| 2016 | 世界室内選手権          | ポートランド     | 400m    | 6位    | 47秒62          |                              |
| 2016 | 世界室内選手権          | ポートランド     | 4x400mR | 3位    | 3分05秒51 (2走) | 室内トリニダード・トバゴ記録 |
| 2016 | オリンピック            | リオデジャネイロ | 400m    | 準決勝 | 45秒13          |                              |
| 2016 | オリンピック            | リオデジャネイロ | 4x400mR | 予選   | DQ (2走)        | レーン侵害                   |
| 2017 | 世界リレー (en)         | ナッソー         | 4x400mR | 4位    | 3分03秒17 (4走) |                              |
| 2017 | 世界選手権              | ロンドン         | 400m    | 準決勝 | 45秒20          |                              |
| 2017 | 世界選手権              | ロンドン         | 4x400mR | 優勝   | 2分58秒12 (4走) | トリニダード・トバゴ記録     |
| 2018 | 世界室内選手権          | バーミンガム     | 4x400mR | 4位    | 3分02秒52 (4走) | 室内トリニダード・トバゴ記録 |
| 2018 | 英連邦競技大会 (en)     | ゴールドコースト | 400m    | 予選   | 49秒07          |                              |
| 2018 | 英連邦競技大会 (en)     | ゴールドコースト | 4x400mR | 予選   | 3分05秒84 (3走) | 決勝進出                     |